# Gnamptogenys strigata
Gnamptogenys strigata är en myrart som först beskrevs av Norton 1868.  Gnamptogenys strigata ingår i släktet Gnamptogenys och familjen myror. Inga underarter finns listade i Catalogue of Life.